# Monte Carlo Masters 2002 - Qualificazioni singolare
Le qualificazioni del singolare  del Monte Carlo Masters 2002 sono state un torneo di tennis preliminare per accedere alla fase finale della manifestazione. I vincitori dell'ultimo turno sono entrati di diritto nel tabellone principale. In caso di ritiro di uno o più giocatori aventi diritto a questi sono subentrati i lucky loser, ossia i giocatori che hanno perso nell'ultimo turno ma che avevano una classifica più alta rispetto agli altri partecipanti che avevano comunque perso nel turno finale.
Le qualificazioni del torneoMonte Carlo Masters  2002 prevedevano 32 partecipanti di cui 8 sono entrati nel tabellone principale.

## Teste di serie
1. Fernando González (Qualificato)
2. Gastón Gaudio (ultimo turno)
3. Mariano Zabaleta (Qualificato)
4. Adrian Voinea (ultimo turno)
5. Paradorn Srichaphan (primo turno)
6. Fernando Vicente (primo turno)
7. Antony Dupuis (ultimo turno)
8. Kristian Pless (Qualificato)

1. Attila Sávolt (Qualificato)
2. Markus Hipfl (Qualificato)
3. Galo Blanco (ultimo turno)
4. Richard Gasquet (primo turno)
5. Nicolas Coutelot (primo turno)
6. André Sá (Qualificato)
7. Julien Benneteau (primo turno)
8. Joan Balcells (primo turno)

## Qualificati
1. Fernando González
2. André Sá
3. Mariano Zabaleta
4. Richard Gasquet

1. Nicolas Coutelot
2. Markus Hipfl
3. Attila Sávolt
4. Kristian Pless

## Tabellone

### Legenda
| - Q = Qualificato - WC = Wild card - LL = Lucky loser | - ALT = Alternate - SE = Special Exempt - PR = Protected Ranking | - w/o = Walkover - r = Ritirato - d = Squalificato |

### Sezione 1
|  | Primo turno | Primo turno       | Primo turno       | Primo turno | Primo turno |  |  | Ultimo turno | Ultimo turno      | Ultimo turno | Ultimo turno | Ultimo turno |  |
|  |             |                   |                   |             |             |  |  |              |                   |              |              |              |  |
|  | 1           | Fernando González | Fernando González | 6           | 6           |  |  |              |                   |              |              |              |  |
|  |             | Stefano Galvani   | Stefano Galvani   | 4           | 0           |  |  | 1            | Fernando González | 7            | 4            | 6            |  |
|  |             | Magnus Larsson    | Magnus Larsson    | 6           | 6           |  |  |              | Magnus Larsson    | 65           | 6            | 1            |  |
|  | 16          | Joan Balcells     | Joan Balcells     | 1           | 3           |  |  |              |                   |              |              |              |  |

### Sezione 2
|  | Primo turno | Primo turno        | Primo turno   | Primo turno | Primo turno |  |  | Ultimo turno | Ultimo turno  | Ultimo turno | Ultimo turno | Ultimo turno |  |
|  |             |                    |               |             |             |  |  |              |               |              |              |              |  |
|  | 2           | Gastón Gaudio      | Gastón Gaudio | 6           | 6           |  |  |              |               |              |              |              |  |
|  |             | Ivo Heuberger      | Ivo Heuberger | 3           | 2           |  |  | 2            | Gastón Gaudio | 2            | 6            | 3            |  |
|  | 14          | André Sá           | 4             | 6           | 6           |  |  | 14           | André Sá      | 6            | 2            | 6            |  |
|  |             | Juan Antonio Marín | 6             | 2           | 2           |  |  |              |               |              |              |              |  |

### Sezione 3
|  | Primo turno | Primo turno      | Primo turno      | Primo turno | Primo turno |  |  | Ultimo turno | Ultimo turno     | Ultimo turno     | Ultimo turno | Ultimo turno |  |
|  |             |                  |                  |             |             |  |  |              |                  |                  |              |              |  |
|  | 3           | Mariano Zabaleta | 4                | 7           | 6           |  |  |              |                  |                  |              |              |  |
|  |             | Andrej Stoljarov | 6                | 5           | 3           |  |  | 3            | Mariano Zabaleta | Mariano Zabaleta | 6            | 6            |  |
|  |             | Julien Benneteau | Julien Benneteau | 7           | 6           |  |  |              | Julien Benneteau | Julien Benneteau | 4            | 4            |  |
|  | 15          | José Acasuso     | José Acasuso     | 6           | 1           |  |  |              |                  |                  |              |              |  |

### Sezione 4
|  | Primo turno | Primo turno       | Primo turno       | Primo turno | Primo turno |  |  | Ultimo turno | Ultimo turno    | Ultimo turno    | Ultimo turno | Ultimo turno |  |
|  |             |                   |                   |             |             |  |  |              |                 |                 |              |              |  |
|  | 4           | Adrian Voinea     | Adrian Voinea     | 7           | 6           |  |  |              |                 |                 |              |              |  |
|  |             | Feliciano López   | Feliciano López   | 6           | 3           |  |  | 4            | Adrian Voinea   | Adrian Voinea   | 3            | 4            |  |
|  |             | Richard Gasquet   | Richard Gasquet   | 6           | 6           |  |  |              | Richard Gasquet | Richard Gasquet | 6            | 6            |  |
|  | 12          | Nikolaj Davydenko | Nikolaj Davydenko | 1           | 1           |  |  |              |                 |                 |              |              |  |

### Sezione 5
|  | Primo turno | Primo turno         | Primo turno         | Primo turno | Primo turno |  |  | Ultimo turno     | Ultimo turno     | Ultimo turno | Ultimo turno | Ultimo turno |  |
|  |             |                     |                     |             |             |  |  |                  |                  |              |              |              |  |
|  |             | Carlos Cuadrado     | Carlos Cuadrado     | 6           | 6           |  |  |                  |                  |              |              |              |  |
|  | 5           | Paradorn Srichaphan | Paradorn Srichaphan | 4           | 1           |  |  | Carlos Cuadrado  | Carlos Cuadrado  | 3            | 7            | 4            |  |
|  |             | Nicolas Coutelot    | 4                   | 6           | 6           |  |  | Nicolas Coutelot | Nicolas Coutelot | 6            | 5            | 6            |  |
|  | 13          | Irakli Labadze      | 6                   | 4           | 4           |  |  |                  |                  |              |              |              |  |

### Sezione 6
|  | Primo turno | Primo turno        | Primo turno  | Primo turno | Primo turno |  |  | Ultimo turno | Ultimo turno       | Ultimo turno       | Ultimo turno | Ultimo turno |  |
|  |             |                    |              |             |             |  |  |              |                    |                    |              |              |  |
|  |             | Giorgio Galimberti | 5            | 6           | 6           |  |  |              |                    |                    |              |              |  |
|  | 6           | Fernando Vicente   | 7            | 3           | 4           |  |  |              | Giorgio Galimberti | Giorgio Galimberti | 5            | 4            |  |
|  | 10          | Markus Hipfl       | Markus Hipfl | 6           | 6           |  |  | 10           | Markus Hipfl       | Markus Hipfl       | 7            | 6            |  |
|  |             | Marc López         | Marc López   | 3           | 3           |  |  |              |                    |                    |              |              |  |

### Sezione 7
|  | Primo turno | Primo turno    | Primo turno   | Primo turno | Primo turno |  |  | Ultimo turno | Ultimo turno  | Ultimo turno | Ultimo turno | Ultimo turno |  |
|  |             |                |               |             |             |  |  |              |               |              |              |              |  |
|  | 7           | Antony Dupuis  | 6             | 3           | 7           |  |  |              |               |              |              |              |  |
|  |             | Federico Luzzi | 4             | 6           | 5           |  |  | 7            | Antony Dupuis | 7            | 5            | 2            |  |
|  | 9           | Attila Sávolt  | Attila Sávolt | 6           | 6           |  |  | 9            | Attila Sávolt | 5            | 7            | 6            |  |
|  |             | Jürgen Melzer  | Jürgen Melzer | 4           | 3           |  |  |              |               |              |              |              |  |

### Sezione 8
|  | Primo turno | Primo turno        | Primo turno    | Primo turno | Primo turno |  |  | Ultimo turno | Ultimo turno   | Ultimo turno   | Ultimo turno | Ultimo turno |  |
|  |             |                    |                |             |             |  |  |              |                |                |              |              |  |
|  | 8           | Kristian Pless     | Kristian Pless | 6           | 6           |  |  |              |                |                |              |              |  |
|  |             | Marc Rosset        | Marc Rosset    | 3           | 4           |  |  | 8            | Kristian Pless | Kristian Pless | 6            | 6            |  |
|  | 11          | Galo Blanco        | 7              | 4           | 6           |  |  | 11           | Galo Blanco    | Galo Blanco    | 2            | 0            |  |
|  |             | Arnaud Di Pasquale | 5              | 6           | 0           |  |  |              |                |                |              |              |  |